# The Good Soldier
The Good Soldier (conocido como El buen soldado en España y Redención en Hispanoamérica) es el decimoprimer episodio de la tercera temporada de la serie de televisión estadounidense de drama sobrenatural y policíaco: Grimm. El guion principal del episodio fue coescrito por el guionista Rob Wright, y la dirección general estuvo a cargo de Rashaad Ernesto Green.
El episodio se transmitió originalmente el 24 de enero del año 2014 por la cadena de televisión estadounidense NBC. Para la emisión de Hispanoamérica, el estreno se llevó a cabo el 3 de marzo del 2014 por el canal Universal Channel.
La trama semanal trata de la violencia de género padecida por una soldado estadounidense, violada por militares privados estadounidenses contratados para combatir en Irak, nunca condenados debido a las cláusulas de impunidad existentes en los contratos. Los militares violadores van muriendo asesinados por una mantícora, y Nick y Hank deben encontrarla. Mientras tanto Rosalee vuelve a reunirse con su madre y hermana luego de siete años sin verlas, revelando un pasado de drogadicción y cárcel.

## Argumento
La frase que inicia cada capítulo, corresponde en este caso a la ley del Talión, tal como está formulada en la versión inglesa autorizada por el rey Jacobo de la Biblia, Éxodo (219):

Versión en inglés
Eye for eye, tooth for tooth, hand for hand, foot for foot.
Versión en español
Ojo por ojo, diente por diente, mano por mano, pie por pie.

La frase completa dice:

And if any mischief follow, then thou shalt give life for life, eye for eye, tooth for tooth, hand for hand, foot for foot, burning for burning, wound for wound, stripe for stripe.
Y si algún daño siguiera, entonces pagarás vida por vida, ojo por ojo, diente por diente, mano por mano, pie por pie, quemadura por quemadura, herida por herida, golpe por golpe.

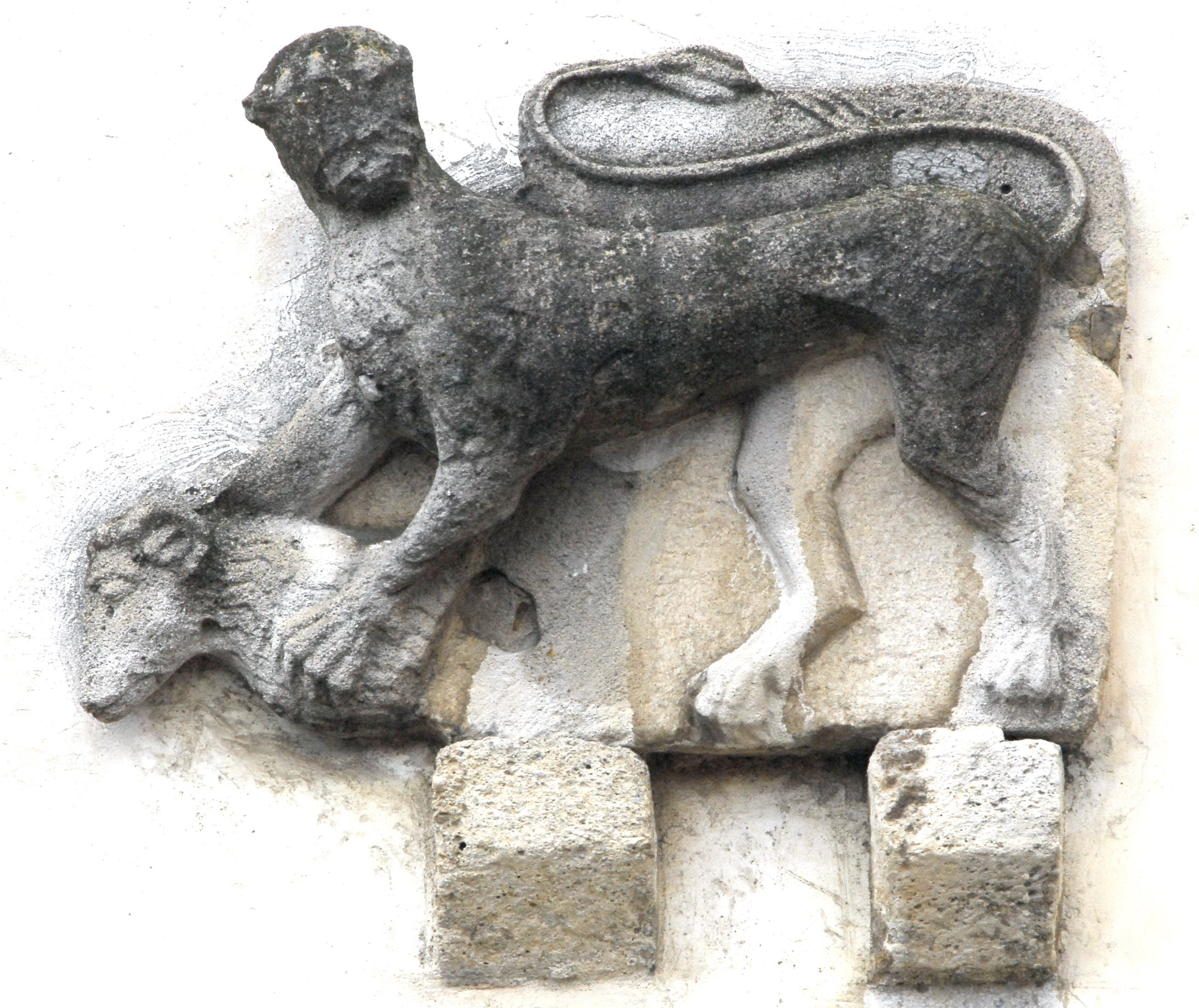
Mantícora esculpida en la iglesia del Nuestra Señora de la Piedad, en la villa de María Gail en Austria.

La trama policial semanal encuentra a Nick y Hank ante una serie de asesinatos de exmilitares privados combatientes en Irak, que están siendo increpados por una mujer que se ha cortado el brazo con un cuchillo. Los exmilitares van muriendo debido a una gran perforación en el pecho, causada por un wesen, que los dos polícías y Juliette identifican como una mantícora, una mezcla de león y escorpión, descrita en antiguos bestiarios griegos y romanos. Durante la investigación descubren también que la mujer es Frankie Gonzales, una soldado especialista que fue violada en Irak por los hombres asesinados y que debido a las cláusulas de impunidad existentes en sus contratos, no pudieron ser enjuiciados ni condenados. Nick y Hank detienen y acusan a la mujer de los asesinatos, pero ella no es una mantícora, sino una steinadler (águila real en alemán). Recién allí se dan cuenta de que la mantícora no es otro que el coronel Desai, superior de Frankie, que fue el oficial que recibió la denuncia de violación realizada por la soldado, recibiendo la orden de archivar la causa. Desai se siente culpable por la falta de justicia y como tiene una enfermedad terminal, ha decidido hacer justicia por mano propia ("solo estoy obteniendo la justicia que mereces"). En el desenlace, Desai se enfrenta con el último de los violadores, que también es una mantícora, y cuando ve entrar a los policías permite que el violador lo mate, para que sea inculpado de asesinato.
La segunda línea argumental tiene que ver con Monroe y sobre todo con Rosalee, quien recibe un mensaje de su madre para reunirse, luego de siete años sin verse. Rosalee se ve muy nerviosa y le pide a Monroe que la acompañe. Al llegar también está la hermana de Rosalee, Deetta. Durante la cena, Deetta le recrimina a Rosalee por su vida disoluta y sobre todo por no haber estado presente en el entierro de su padre. En ese momento Rosalee se quiebra y confiesa que no pudo ir porque estaba presa, expresando el dolor que eso y su pasado le causaba. Al finalizar el encuentro, Deetta lo lleva a Monroe a un lado y tomando la forma de fuchsbau, le dice que si llega a romperle el corazón a su hermana, lo matará.

## Elenco regular
- David Giuntoli como Nick Burkhardt.
- Russell Hornsby como Hank Griffin.
- Bitsie Tulloch como Juliette Silverton.
- Silas Weir Mitchell como Monroe.
- Sasha Roiz como el capitán Renard.
- Bree Turner como Rosalee Calvert.
- Reggie Lee como el sargento Wu.

## Producción
El título en inglés (The Good Soldier), así como la traducción literal utilizada en España (El buen soldado) y el título utilizado en Hispanoamérica (Redención), aluden positivamente a la decisión del coronel Desai de hacer justicia por mano propia, algo a lo que también se refiere la frase bíblica de la introducción que formula la Ley del Talión (ojo por ojo, diente por diente).
El guionista del capítulo Rob Wright, también escribió los guiones de los episodios "A Dish Best Served Cold" (T3E03, 2013) y "My Fair Wesen" (T3E20, 2014), siempre en la tercera temporada.

## Continuidad
- Rosalee sigue revelando su pasado, conociéndose que su consumo de drogas la había llevado a una severa adicción y a ser encarcelada en prisión.